# Hampshire Premier Football League
Hampshire Premier Football League är en engelsk fotbollsliga baserad i Hampshire i England. Den grundades 2007 och består till största delen av klubbar från numera nedlagda Wessex League Division 2. Den består av en enda division som ligger på nivå 11 i det engelska ligasystemet.
I maj 2008 tillkännagavs det att ligan satt i förhandlingar med Hampshire League om en sammanslagning av de två ligorna till en ny liga som man hoppades skulle få statusnivå 11, och trots att sammanslagningen inte blev av fick Hampshire Premier League statusnivå 11 av FA den 15 maj 2008. Hampshire League överklagade då till FA och hävdade att de också borde få samma status, men överklagandet avvisades.

## Mästare
| Säsong  | Mästare               |
| ------- | --------------------- |
| 2007-08 | AFC Stoneham          |
| 2008-09 | Colden Common         |
| 2009-10 | Colden Common         |
| 2010-11 | Liphook United        |
| 2011-12 | Liphook United        |
| 2012-13 | Locks Heath           |
| 2013-14 | Baffins Milton Rovers |
| 2014-15 |                       |